# Lãnh thổ Colorado
Lãnh thổ Colorado (tiếng Anh: Colorado Territory hay Territory of Colorado) từng là một lãnh thổ hợp nhất có tổ chức của Hoa Kỳ, tồn tại từ ngày 28 tháng 2 năm 1861 cho đến ngày 1 tháng 8 năm 1876 khi nó được phép gia nhập liên bang để trở thành tiểu bang Colorado.
Lãnh thổ được tổ chức vào lúc có cơn sốt vàng Pike's Peak kéo dài từ 1858–1861. Cơn sốt vàng này đã giúp thiết lập khu định cư tập trung lớn đầu tiên của người da trắng tại vùng này. Đạo luật tổ chức thành lập lãnh thổ được Quốc hội Hoa Kỳ thông qua và được tổng thống James Buchanan ký ngày 28 tháng 2 năm 1861 trong lúc có các vụ ly khai của các tiểu bang miền Nam Hoa Kỳ mà tạo thành cuộc Nội chiến Hoa Kỳ. Các ranh giới của Lãnh thổ Colorado tương đồng với ranh giới của Tiểu bang Colorado hiện tại. Việc tổ chức lãnh thổ đã giúp củng cố sự kiểm soát của phe liên bang đối với khu vực giàu khoáng sản thuộc Rặng Thạch Sơn. Vấn đề trở thành một tiểu bang từng được xem là khá hiện thực nhưng tham vọng trở thành tiểu bang bị ngăn chặn vào cuối năm 1865 bởi sự phủ quyết của tổng thống Andrew Johnson. Vấn đề trở thành tiểu bang là một vấn đề thường được đem ra bàn luận suốt thời chính phủ Ulysses Grant. Tổng thống Grant luôn kêu gọi cho phép lãnh thổ trở thành một tiểu bang trước một quốc hội không mấy quan tâm đến vấn đề này trong Thời đại Tái thiết Hoa Kỳ sau nội chiến. Lãnh thổ Colorado ngưng tồn tại khi tiểu bang Colorado được phép gia nhập liên bang vào năm 1876.

## Mô tả
Lãnh thổ được tổ chức từ đất đai nằm trong Rặng Thạch Sơn trên hai phía của Đường phân thủy Lục địa Bắc Mỹ và hợp nhất khu vực có cơn sốt vàng Pikes Peak xảy ra hai năm trước đó. Bên phía đông của đường phân thủy lục địa, lãnh thổ mới này bao trùm phần phía tây của Lãnh thổ Kansas cũng như một số phần phía nam của Lãnh thổ Nebraska và một mảnh nhỏ đông bắc của Lãnh thổ New Mexico. Bên phía tây đường đường phân thủy lục địa, lãnh thổ bao trùm phần lớn miền đông Lãnh thổ Utah là nơi người bản địa Ute và Shoshoni kiểm soát chặt chẽ. Bình nguyên phía đông có hai bộ tộc Cheyenne và Arapaho kiểm soát tương đối lỏng lẻo cũng như có sự hiện diện của người bản địa Pawnee, Comanche và Kiowa. Năm 1861, mười ngày trước khi thành lập lãnh thổ, người bản địa Arapaho và Cheyenne đồng ý với Hoa Kỳ từ bỏ phần lớn khu vực của họ tại bình nguyên cho người định cư da trắng nhưng vẫn được phép sống trong các khu vực truyền thống lớn hơn của họ miễn sao họ có thể dung hòa với người khai nghiệp da trắng gần trại của họ. Vào cuối Nội chiến Hoa Kỳ năm 1865, sự hiện diện của người bản địa Mỹ gần như biến mất khỏi vùng cao nguyên.

## Lịch sử
Vùng đất mà sau đó trở thành Lãnh thổ Colorado ban đầu nằm dưới chủ quyền của Hoa Kỳ trong ba giai đoạn: Cấu địa Louisiana của năm 1803 được điều chỉnh theo sau Hiệp định Adams-Onis năm 1819, Sáp nhập Texas năm 1845, và Nhượng địa Mexico năm 1848. Các tuyên bố chủ quyền về đất đai của Cộng hòa Texas thì đáng gây tranh cãi. Ranh giới giữa Hoa Kỳ và Mexico được tái xác định qua Hiệp định Guadalupe Hidalgo và cuối Chiến tranh Mỹ-Mexico năm 1848, và các ranh giới sau cùng của tiểu bang Texas bởi Thỏa hiệp 1850 của Quốc hội Hoa Kỳ.

### Dân số người bản địa Mỹ
Ban đầu, vùng đất bao trùm Lãnh thổ Colorado chủ yếu có người bản địa Ute sinh sống từ phía tây Colorado lên đến cao nguyên phía đông, và người bản địa Anasazi tại tây nam, miền nam và một phần ở đông nam Colorado. Người bản địa Comanche và Jicarilla Apache cũng chính thức cai quản các phần đất đông nam của Colorado. Người bản địa Arapaho và Cheyenne sinh sống tại phần đông bắc và viễn đông.

### Thám hiểm bởi những người không phải bản địa
Các nhà thám hiểm xưa nhất từ châu Âu đến thăm khu vực này là người Tây Ban Nha như Francisco Vásquez de Coronado tuy rằng đoàn thám hiểm của Coronado năm 1540–42 chỉ đi ngang qua ranh giới tương lai của Lãnh thổ Colorado ở phía nam và đông nam. Năm 1776, Francisco Atanasio Domínguez và Silvestre Vélez de Escalante thám hiểm miền nam Colorado trong đoàn thám hiểm Dominguez-Escalante.
Các cuộc thám hiểm nổi bật khác còn có: cuộc thám hiểm Pike năm 1806–07 của Zebulon Pike, chuyến du hành dọc theo bờ bắc sông Platte năm 1820 của Stephen H. Long đến nơi sau này có tên là Longs Peak, cuộc hành trình của John C. Frémont năm 1845–46, và cuộc hành trình khảo sát địa lý của John Wesley Powell.

### Các khu định cư xưa, mậu dịch, và khai khoáng
Năm 1779, thống đốc de Anza của New Mexico đánh bại người bản địa Comanche dưới quyền chỉ huy của Cuerno Verde tại tây nam Colorado. Năm 1786, de Anza giải hòa với người bản địa Comanche để thành lập một liên minh chống người bản địa Apache.
Một nhóm người Cherokee vượt sông South Platte và các thung lũng sông Cache la Poudre trên đường đến California vào năm 1848 trong thời cơn sốt vàng California. Họ báo cáo tìm thấy vàng tại khu vực sông South Platte và các sông nhánh khi họ đi dọc theo các ngọn núi. Tại miền nam, trong thung lũng San Luis, các gia đình Mexico xưa tự xây dựng cuộc sống trên các vùng đất rông lớn mà chính phủ Mexico cấp cho họ (về sau bị Hoa Kỳ tranh chấp).
Trong đầu thế kỷ 19, phía trên thung lũng sông South Platte có những người đánh bẫy thú xâm nhập nhưng họ không lập ra khu định cư lâu dài nào. Phong trào định cư lâu dài đầu tiên của người Mỹ trong khu vực bắt đầu khi Đạo luật Kansas-Nebraska ra đời năm 1854. Đạo luật này cho phép tuyên bố chủ quyền tư hữu đất đai. Trong số các dân định cư thiết lập chủ quyền đất đai tại đây là các cựu thợ đánh bẫy thú. Họ quay trở lại vùng đất mà họ từng đánh bẫy thú trước đây.
Năm 1858, Green Russell và một nhóm người quê quán ở Georgia nghe lời đồn về vàng tại vùng sông South Platte từ người bản địa Cherokee sau khi họ quay về từ California. Họ liền khởi hành đi tìm vàng tại khu vực mà người bản địa mô tả. Mùa hè năm đó, họ tìm thấy một trại tìm vàng Auraria ở nơi hợp lưu của sông South Platte và lạch Cherry. Những người Georgia rời khỏi khu vực để về tiểu bang nhà trong mùa đông năm sau. Tại đồn Bent dọc theo sông Arkansas, Russell nói với William Larimer, Jr., một nhà đầu cơ đất ở Kansas, về chỗ đãi vàng họ tìm thấy. Larimer nhận thấy đó là cơ hội để lợi đụng tìm thế để đầu cơ vì thế vội vã đến Auraria. Tháng 11 năm 1858, ông đưa ra tuyên bố chủ quyền đối với một khu vực bên kia lạch Cherry từ Auraria và đặt tên cho nó là "Denver City" để vinh danh James W. Denver, thống đốc đương thời của Lãnh thổ Kansas. Larimer không có ý định tự đãi vàng mà ông muốn đề xướng xây dựng thị trấn mới và bán các bất động sản cho những người đi đào vàng.
Kế hoạch đề xướng xây dựng thị trấn mới của Larimer gần như thành công ngay lập tức. Đến mùa xuân sau, phía tây Lãnh thổ Kansas dọc theo sông South Platte có rất đông người đào vàng tập trung đào xới lòng sông. Sự kiện này được biết với tên gọi là Cơn sốt vàng Colorado. Những người đến trước di chuyển nhanh lên thượng nguồn vào các ngọn núi, tìm nguồn vàng để đãi và thành lập các trại đãi vàng tại Black Hawk và Central City. Một nhóm đối thủ trong đó có William A.H. Loveland thiết lập thị trấn Golden tại chân các ngọn núi ở phía tây Denver với ý định cung ứng các hàng hóa cần thiết cho dòng người tìm vàng.

### Khát vọng lập lãnh thổ
Phong trào thành lập lãnh thổ bên trong ranh giới hiện tại của tiểu bang Colorado gần như theo sau ngay lập tức. Các công dân của Denver và Golden hối thúc vùng mới được định cư được lên địa vị lãnh thổ trong vòng một năm sau khi thành lập các thị trấn. Phong trào này được đề xướng bởi William Byers, nhà xuất bản của tờ báo Rocky Mountain News, và bởi Larimer, người hy vọng trở thành thống đốc đầu tiên của lãnh thổ. Năm 1859, một phong trào đề xướng thành lập Lãnh thổ Jefferson không chính thức được ra mắt. Tổ chức này gởi các thỉnh cầu để xin Quốc hội Hoa Kỳ công nhận họ là một tổ chức chính thức.
Quốc hội không chờ đợi lâu, ban sự công nhận cho phong trào, một phần là vì thấy được sự hứa hẹn của một vùng đất rộng lớn giàu khoáng sản. Lãnh thổ được chính thức tổ chức bởi một đạo luật của quốc hội vào ngày 28 tháng 2 năm 1861 từ đất đai trước kia từng là một phần của các lãnh thổ sau: Lãnh thổ Kansas, Lãnh thổ Nebraska, Lãnh thổ Utah, và Lãnh thổ New Mexico. Theo thực tế thì lãnh thổ này mở cửa cho chế độ nô lệ theo Phán quyết Dred Scott năm 1857, nhưng vấn đề không đơn giản vì cuộc Nội chiến Hoa Kỳ đang tới gần và vì đa số người dân trong lãnh thổ có thái độ ủng hộ phe liên bang. Tên "Colorado" được chọn cho lãnh thổ. Nó từng được thượng nghị sĩ Henry S. Foote đề nghị trước đó vào năm 1850 làm tên cho một tiểu bang đáng lẽ được thành lập từ đất đai của tiểu bang California ngày nay tại phía nam vĩ tuyến 35° 45'. Thật đáng thất vọng cho người dân Denver, thị trấn Golden trở thành thủ phủ lãnh thổ.

### Những năm Nội chiến Hoa Kỳ
Trong Nội chiến Hoa Kỳ, làn sóng người tìm vàng mới đến lãnh thổ giảm dần. Nhiều người rời bỏ để về miền đông tham chiến. Những người gốc từ tiểu bang Missouri còn lại đã thành lập hai trung đoàn tình nguyện cũng nhưng nội vệ binh. Tuy giống như đang đóng quân trong phạm vi ngoại biên chiến trường nhưng các trung đoàn của Colorado tự thấy mình đang trong một vị trí hết sức quan trọng vào năm 1862 sau cuộc xâm nhập của Liên minh miền Nam Hoa Kỳ vào Lãnh thổ New Mexico do tướng Henry Sibley chỉ huy cùng với một lực lượng người Texas. Chiến dịch New Mexico của Sibley có ý định như trận mở đầu cho cuộc xâm nhập vào Lãnh thổ Colorado lên phía bắc đến đồn Laramie, cắt đường tiếp tế giữa California và phần còn lại của phe liên bang miền Bắc Hoa Kỳ. Binh sĩ Colorado dưới quyền tư lệnh của tướng Edward Canby và John M. Chivington đánh bại lực lượng của Sibley tại trận Glorieta Pass, phá tan chiến lược của phe liên minh miền Nam Hoa Kỳ.

### Chiến tranh Colorado giữa Hoa Kỳ và người bản địa Cheyenne và Arapaho
Năm 1851, theo Hiệp định Fort Laramie, Hoa Kỳ hứa cho người bản địa Cheyenne và Arapaho kiểm soát vùng bình nguyên phía đông của Colorado giữa sông North Platte và sông Arkansas theo hướng đông từ Rặng Thạch Sơn. Điều khoản 4 của Hiệp ước Fort Laramie cũng cho phép công dân Hoa Kỳ sống hợp pháp trong hay đi qua các lãnh thổ mới lập của người bản địa Mỹ. Kể từ khi hiệp định được thông qua trước khi hệ thống đường sắt xuất hiện và trước khi tìm thấy vàng trong vùng, một ít người da trắng đã mạo hiểm đến định cư tại khu vực mà ngày nay là Colorado. Vào thập niên 1860, vì cơn sốt vàng Colorado và sự xâm nhập của người đi khai khẩn đất về phía tây vào đất của người bản địa Mỹ nên mối quan hệ giữa người Mỹ và người bản địa trở nên tệ hại. Ngày 18 tháng 2 năm 1861, theo Hiệp định Fort Wise, một số tù trưởng người Cheyenne và Arapaho đồng ý với các dân biểu Hoa Kỳ về việc nhượng lại phần lớn đất đai mà 10 năm về trước đã được quyết định để lại cho các bộ lạc người bản địa, để làm các khu định cư của người da trắng. Người bản địa chỉ còn giữ lại một số mảnh đất vụn từ các vùng đất đai ban đầu của mình nằm giữa sông Arkansas và lạch Sand Creek. Phần đất đai vụn này được chia cho các thành viên cá nhân của các bộ lạc, mỗi người nhận được khoảng 40 mẫu Anh (160.000 m2) đất. Theo hiệp ước, Hoa Kỳ mong muốn người bản địa Mỹ đinh cư trong các khu dành riêng mới lập như những nông gia. Hoa Kỳ đồng ý trả cho các bộ lạc tổng cộng là $30.000 mỗi năm trong thời gian 15 năm và ngoài ra còn cung cấp một nhà máy gỗ, một hoặc nhiều xưởng cơ khí, nhà ở cho một người thông dịch, và một kỷ sư nhà máy gỗ..
Một số đông đồng hương của các tù trưởng phản đối và phất lờ hiệp định. Họ tuyên bố rằng các tù trưởng không có quyền ký kết hay nhận hối lộ để ký kết. Họ trở nên ngày càng thù địch hơn với người da trắng đang xâm lấn đất săn bắn của họ. Căng thẳng lên cao vào năm 1862 khi thống đốc lãnh thổ Colorado là John Evans thành lập nội vệ binh gồm nhiều trung đoàn người tình nguyện của Colorado trở về sau nội chiến và mạnh tay chống lại những người bản địa bị tố cáo là kẻ trộm. Ngày 21 tháng 8 năm 1864, một nhóm 30 người bản địa Mỹ tấn công 4 thành viên kỵ binh Colorado khi họ bao chặn các con bò đi lạc. Ba thành viên quay trở về được nhưng người thứ tư mất tích. Người này là Conrad Moschel, được tìm thấy vài ngày sau đó với các vết đạn và mũi tên. Người này cũng bị lột da đầu theo kiểu hành hình của người bản địa Cheyenne. Hành động gây hấn của các chiến binh người Cheyenne càng làm dân chúng Colorado tức giận. Sau một số vụ đụng độ nhỏ mà sau này được gọi là Chiến tranh Colorado vào tháng 11 năm 1864, một lực lượng gồm 800 binh sĩ thuộc nội vệ binh Colorado, sau khi uống rượu quá chén, đã tấn công một trại của người Cheyenne và Arapaho tại lạch Sand, giết chết khoảng từ 150 đến 200 người bản địa, phần đông là người già và trẻ em. Vụ thảm sát Sand Creek hay 'Vụ thảm sát người bản địa Cheyenne'
dẫn đến các cuộc điều trần chính thức bởi Ủy ban Lưởng viện Quốc hội Hoa Kỳ đặc trách Chỉ đạo Chiến tranh vào tháng 3 và tháng 4 năm 1865. Sau các buổi điều trần, bản báo cáo ngày 4 tháng 5 năm 1865 của Ủy ban Lưỡng viện Quốc hội mô tả hành động của đại tá John Chivington và quân tình nguyện của ông là ‘bẩn thủi, đê tiện, tàn nhẩn, hèn hạ’.
Tuy nhiên, công lý chưa bao giờ được thực thi đối với những người có trách nhiệm cho vụ thảm sát. Cuộc chiến vẫn tiếp tục cho đến khi những người bản địa Arapaho, Cheyenne, Kiowa và Comanche cuối cùng bị đuổi ra khỏi Lãnh thổ Colorado vào Oklahoma.

### Phong trào cho địa vị tiểu bang
Sau nội chiến, một phong trào được hình thành với mục tiêu kêu gọi lãnh thổ được phép trở thành một tiểu bang. Cuối năm 1865, Quốc hội Hoa Kỳ thông qua đạo luật nhận lãnh thổ vào liên bang nhưng bị tổng thống Andrew Johnson phủ quyết. Trong 11 năm kế tiếp, phong trào kêu gọi chấp thuận lãnh thổ thành tiểu bang bị dậm chân tại chỗ sau một số lần tưởng như thành công. Tổng thống Grant đề xướng cho phép lãnh thổ trở thành một tiểu bang vào năm 1870 nhưng quốc hội vẫn không hành động.
Trong lúc đó, lãnh thổ từ nhận thấy rằng mình bị đe dọa vì thiết hệ thống đường sắt. Vào cuối thập niên 1860, nhiều người tại Denver bán sản nghiệp của mình và di chuyển về phía đông đến các cộng đồng thuộc Lãnh thổ Dakota như Laramie và Cheyenne. Các cộng đồng này nằm dọc theo hệ thống đường sắt liên lục địa. Vì phải đối mặt với việc dân số giảm dần tại các thị trấn và vùng xung quanh các thị trấn nên người dân của Denver góp vốn và xây dựng tuyến đường sắt Denver Thái Bình Dương đi hướng bắc đến Cheyenne để đưa hệ thống đường sắt kết nối với Denver. Tuyến đường sắt Kansas Thái Bình Dương đến Denver được hoàn tất hai tháng sau đó. Hành động này giúp cũng cố vai trò của Denver như một vùng đô thị cấp vùng trong tương lai. Cuối cùng lãnh thổ được nhận vào liên bang để trở thành một tiểu bang vào năm 1876.

## Các thủ phủ lãnh thổ
Ba cộng đồng xưa nhất của Colorado có vinh dự phục vụ trong vai trò thủ phủ của Lãnh thổ Colorado:
- Colorado City (1861–63)
- Golden City (1863–69)
- Denver City (1869–76)